# روبن توماسیان
روبن توماسیان (انگلیسی: Ruben Tovmasyan؛ زادهٔ ۱۵ فوریهٔ ۱۹۳۷ - درگذشته ۳۰ مارس ۲۰۱۹) سیاست‌مدار اهل ارمنستان که از ۲۰۰۵ تا ۲۰۱۴ سمت دبیر اولی حزب کمونیست ارمنستان را برعهده داشت.